# Palazzo Buonaparte

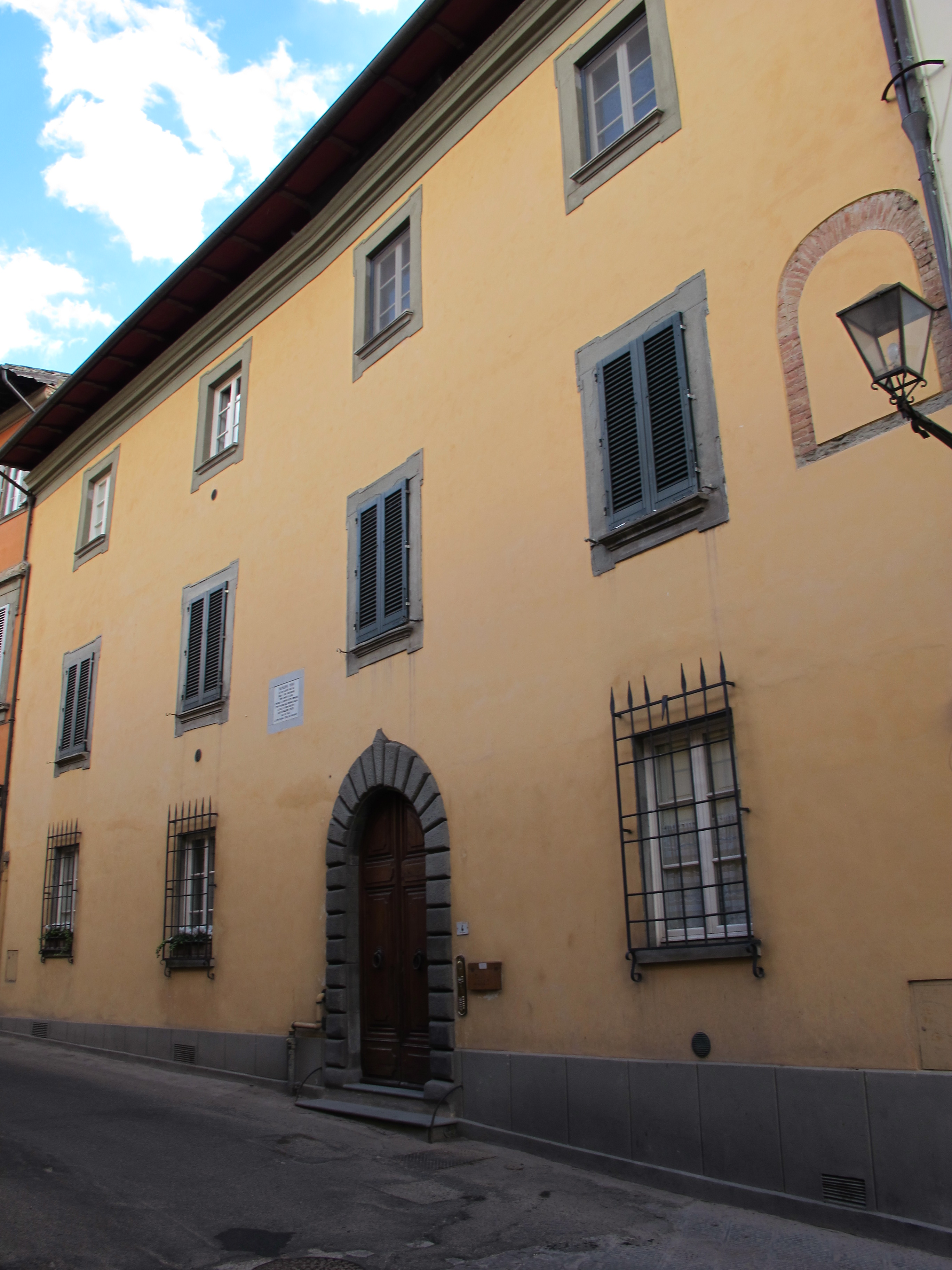
Facciata

Palazzo Buonaparte è un edificio storico di San Miniato, provincia di Pisa, situato tra via Maioli e piazza XX Settembre.

## Storia e descrizione
L'edificio, come ricorda una targa posta sulla facciata, apparteneva al canonico Filippo Buonaparte, che il 29 giugno 1797 fu visitato dal parente corso Napoleone, generale dell'esercito francese in cerca delle sue origini nobiliari in Toscana e in particolare proprio a San Miniato.
Il palazzo ha oggi un fronte severo, arricchito da un portale ad arco con cornice in bugne di pietra e quattro assi di finestre rettangolari.
| NAPOLEONE PRIMO QUI DOVE ALBERGÒ FANCIULLO PRESSO I SUOI CONSANGUINEI TORNÒ ADORNO DI ALLORI A VISITARE IL CANONICO FILIPPO BUONAPARTE E TENNE IN QUESTA CASA CONSIGLIO DI GUERRA AL XXIX DI GIUGNO MDCCXCVII ACCIÒ RICORDASSERO I POSTERI NATA IN ITALIA LA GENTILISSIMA STIRPE DEI BUONAPARTE |